# Bruce Chilton
Bruce Chilton (Roslyn, 27 settembre 1949) è un biblista statunitense.

## Biografia
Chilton ha conseguito il bachelor of arts nel 1971 al Bard College a New York e il Master of Divinity nel 1974 al General Theological Seminary a New York; nello stesso anno è stato ordinato prete anglicano. Ha proseguito i suoi studi in Inghilterra e nel 1976 ha conseguito il Ph.D. all'Università di Cambridge. Dal 1976 al 1985 ha lavorato come lettore all'Università di Sheffield. Tornato negli USA, nel 1985 è diventato professore di Nuovo Testamento all'Università Yale. Nel 1987 è stato nominato professore di religione al Bard College; nello stesso anno è anche diventato rettore della chiesa St John The Evangelist a New York. Nella sua carriera, Chilton si è occupato di studi sul Gesù storico, inquadrandolo nel contesto ebraico di provenienza. Chilton ha scritto diversi libri e ha fondato due periodici, The Journal for the Study of the New Testament e The Bulletin for Biblic Research. Chilton è sposato e dalla moglie Odile ha avuto due figli.

## Libri principali

### Libri divulgativi
- Rabbi Jesus: An Intimate Biography, Doubleday, New York, 2000
- Rabbi Paul: An Intellectual Biography, Doubleday, New York, 2004
- Mary Magdalene: A Biography, Doubleday, New York, 2005
- Abraham's Curse: The Roots of Violence in Judaism, Christianity and Islam, Doubleday, New York, 2008

### Libri accademici
- The Glory of Israel: the theology and provenience of the Isaiah Targum, JSOT Press, Sheffield, 1982
- A Galilean Rabbi and his Bible : Jesus' own interpretation of Isaiah, SPCK & Michael Glazer, London, 1984
- The Isaiah Targum: Introduction, Translation, Apparatus and Notes, T&T Clark, Edinburgh, 1987
- Beginning of the New Testament Study, SPCK, London, 1986
- The Temple of Jesus: His Sacrificial Program within a Cultural History of Sacrifice, Pennsylvania State University Press, 1992
- Con Jacob Neusner (coautore), Judaism in the New Testament: Practices and Beliefs, Routledge, 1995
- Pure Kingdom: Jesus Vision of God, SPCK Publishing & Eerdmans, 1997
- Redeeming Time: The Wisdom of Ancient Jewish and Christian Festal Calendars, Hendrickson Publishers, 2002
- Con Paul V. M. Flesher (coautore), The Targums: a critical introduction, Baylor University Press, 2011
- A Galilean Rabbi and His Bible: Jesus' Use of the Interpreted Scripture of His Time, Wipf & Stock, 2014 (riedizione della pubblicazione del 1984)